# 愛情
愛情，或作「墜入愛河」等，是強烈的依附和愛的感覺的發展，通常是對另一個人。
這個過程有時就像跌倒的身體行為一樣，是突然的、無法控制的，讓愛人處於一種脆弱的狀態，類似於“生病”或“落入陷阱”。
這可能反映了人腦下部中樞在這個過程中的重要性。

## 一般定義
馬克思說的形而下的愛情是僅建立在物質和情感上的愛情。弗洛姆《愛的藝術》說的是泛愛，就是廣義上的愛。曹菁《愛情信仰論》說的是愛情情感加上愛情關係（產生於情感又超越情感的愛情關係）。根據卡爾·榮格的原型理論，男人的潛意識中有且僅有一個女性性格——阿尼瑪，她同時也是男人心目中女人的形象。當男人對女人有一見鍾情的感覺時，他可能是將他心目中阿尼瑪的形象投射在這個女人身上。而女人潛意識中可有多個男性性格——阿尼瑪斯。此外，愛情關係也存在於同性或多個人之間，而不僅限於一男一女之間。
在文學作品中，以及心理學家、哲學家、生物化學家和其他職業的專家的著作中，我們都可以找到關於愛情定義的爭論。愛情是相對的，但是被普遍認同的是，愛情是在人際關係中對某個人產生的一種特殊而極為重要的感情。
在浪漫愛情的初始階段，人們往往更重視情緒，尤其是愛、親密、同情、讚賞和親和等，而不是身體上的親密。
在一種愛情關係已建立之後，可以通過一種盛大的儀式如婚姻來完成對親密關係的確認和釋放。這是一種精神上的，然而後果自負的關係。
在一些文化中，基於安排和習俗的包辦婚姻和訂婚可能會和愛情發生衝突。然而，包辦婚姻中的伴侶間同樣可能存在着強烈的愛情。

## 科學模型

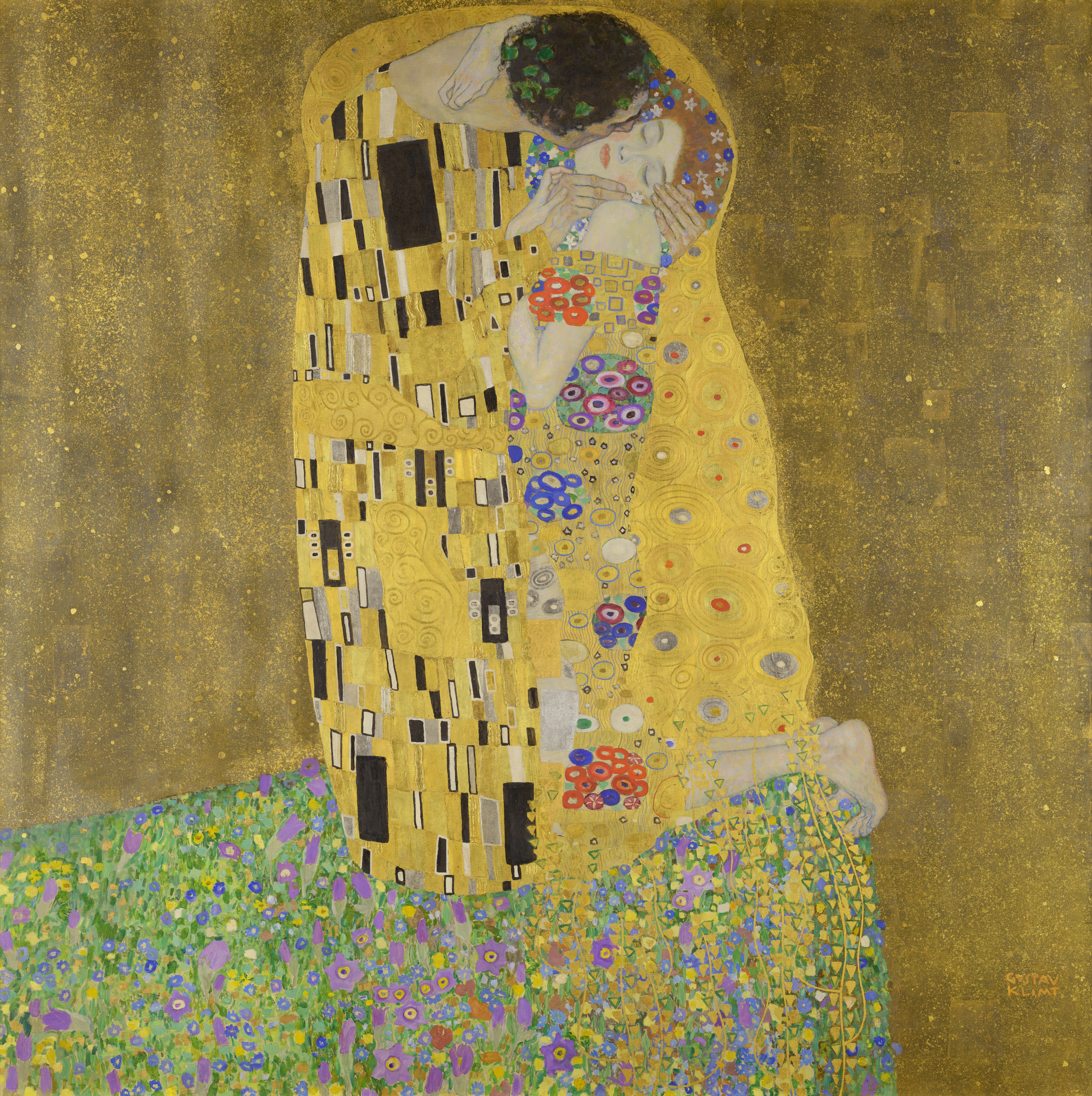
《吻》，古斯塔夫·克林姆所畫

生理學上，愛是有性繁殖動物的意欲表現，就如飢渴。心理學上愛是社交與文化的表現。其兩者皆有可能是正確的，愛肯定是受到荷爾蒙（如催產素）與外激素影響而產生的表現，但同時人們對愛的想法與行為亦受到其對愛的信念影響。

### 吸引與依附

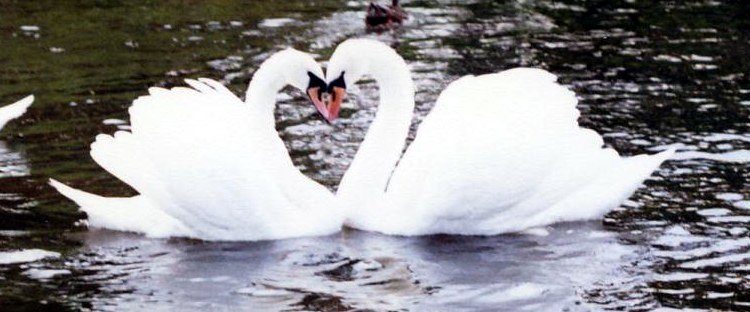
由天鵝組成的愛心，很多人視這為兩人相愛的象徵

生物學觀點普遍認為愛有兩種主要意慾，性魅力與依附。
2006年2月，該期的國家地理雜誌的封面文章《愛：化學反應》討論了愛與化學反應的關係。其作者史雷特解釋了部份關於此領域的研究，部份重點為：
- 化學觸發反應可以表示為熱烈的愛，長期的依附的愛則要雙方互相參與而非只是單人參與。
- 沉醉在愛河時的血清素效應（serotonin effects）擁有與強迫觀念-強迫行為症相似的化學表現（這解釋了為何沉醉在愛河的人通常在思考中把其他人的存在淡化）。因此亦有人主張若患有強迫觀念-強迫行為症的精神病人服食血清素再回收抑制劑或其他抗抑鬱藥，其墮入愛河的能力會被阻礙。舉例：

|               | 我知道一對夫婦在離婚邊緣，那位妻子在服食抗抑鬱劑。但當其停止服食後，其能再次享受性高潮，感到其對丈夫的性魅力得到更新，而其夫婦兩人亦再次與對方相愛。 |
| ——海倫·費舍爾 | |

- 當剛開始時期的熱愛消失後，便會轉為長期依附的愛，這是因為催產素等化學物的影響。按摩與做愛可以幫助觸發催產素的作用。

## 理论

### 友愛與熱愛
傳統心理學的觀點認為愛情是由友愛與熱愛組成。熱愛是強烈的渴望，通常陪隨著生理激起（呼吸急促、心跳加速，如墮入愛河）。友愛是由緊密的行為而引起的愛慕與感覺，但不陪隨著生理激起（如君子之交）。

### 爱情三因论
1986年，心理學家史登堡在《心理學評論》裡發表了其著名的「爱情三因论」(Triangular theory of love)，對愛情作出幾何學的假設。根據爱情三因论，愛情可由三部份組成：
1. 「親密」(Intimacy)——包括了緊密感、聯絡感與約束感。
2. 「激情」(Passion)——包括了驅使人戀愛、互相吸引與進行性行為的動力。
3. 「承諾」(Commitment)——包括了短期的愛戀與長期的愛的維繫。

對其他人的愛的程度主要是看這些組成部件的絕對強度；而對別人的愛的種類則是看這些組成部件的相對強度。這三個組成部件可當為三角形，互相影響，使得愛出現很多不同類別。三角形的大小代愛的程度，越大代表越愛對方。而三角形的形狀則代表愛的種類，普遍分為「激情階段」（三角形傾向右方）、「親密階段」（正常三角形）、「承諾階段」（三角形傾向左方）。這三個元素可以構出七種不同的愛的組合：
|          | 親密 | 激情 | 承諾 |
| 友誼之愛 | o    |      |      |
| 迷戀     |      | o    |      |
| 空洞之愛 |      |      | o    |
| 浪漫之爱 | o    | o    |      |
| 知己之爱 | o    |      | o    |
| 愚昧之爱 |      | o    | o    |
| 圓熟之愛 | o    | o    | o    |

此表格来源于Psychological Review Vol. 93, No.2, 123 Table 2。原文中有nonlove(没有爱情) 亲密、激情、承诺皆无，在此表中省略。

### 風格
蘇珊與克萊德根據李約翰的理論開發了愛的態度指標，將男女之間的愛情關係分為六個基本類別：
- 情慾之愛——基於對方的外表而產生的熱愛。
- 遊戲之愛——愛就如遊戲，充滿樂趣，通常不重視承諾而著重征服對方。
- 友誼之愛——緩慢發展的重情義的愛，基於雙方互相尊重與友善。
- 現實之愛——傾向選取可以幫助自己的朋友，使雙方皆可由此得益。
- 依附之愛——重情緒的愛，不穩定，是由浪漫之愛衰退而成，充滿妒忌與爭執。
- 利他之愛——完全無私的愛，可不惜傷害自己或捨棄任何東西。重視神交。現代多半喜歡稱呼這種愛為「真愛」。

兩位漢迪斯認為異性戀男人會漸漸趨向遊戲之愛與依附之愛，反之異性戀女人則會漸漸趨向友誼之愛與現實之愛。兩者之間的關係若是具有相類的愛可維持得更為長久。

### 階段
海倫·費雪提議愛情有三種主要的狀態：情慾、吸引、依附。愛通常會由情慾狀態開始，主要著重激情而忽略其他元素。此階段最基本的推動力是基本性本能、如外表、氣味與其他相似的因素是選取伙伴的主要因素。然而隨著時間的流逝，其他元素可能會增多而激情則減少，但這卻是每個人皆不同。在吸引階段，人們會將注意力集中在其對對方的影響上，而此時忠誠最為重要。
與此相似，當一個人長時間被愛，其將會與其伙伴發展出依附的關係。一段时间后，激情消失，愛會由熱愛轉向友愛，或由浪漫之愛轉向好感。

## 文化

《神聖的愛對比肉體的愛》，由巴里歐列所繪

### 神話与神学观点
很多文化將愛情神格化，通常以男與女的形態顯現，這裡列出不同神話裡的愛神：
- 安妮（Áine）——愛爾蘭神話裡象徵生育與激情之女神
- 阿莫爾（Amor）或丘比特（Cupid）——羅馬神話裡象徵激情之神。
- 安格斯（Aonghus）或Aengus— 愛爾蘭神話裡象徵美麗、年輕與肉慾之愛的神
- 愛芙羅黛蒂（Aphrodite）——希臘神話裡象徵美麗與激情的女神
- 阿斯塔特（Astarte）——迦南神話裡象徵愛的女神
- 厄洛斯（Eros）——希臘神話裡象徵激情之神
- 弗雷婭（Freya）——挪威神話裡愛與春天女神
- 伊南娜（Inanna）——蘇美神話裡象徵愛與戰爭的女神
- 伊絲塔（Ishtar）——巴比倫神話裡象徵愛與戰爭的女神
- 伽摩（Kama）——印度教神話裡的象徵肉慾的神。
- 拉提（Rati）——印度教神話裡象徵激情的女神
- 維納斯（Venus）——羅馬神話裡象徵美麗與激情的女神
- 花神（Xochipilli）——阿茲提克神話裡的神
- 安忒亞（Antheia）——克里特神話裡象徵愛、花朵、園林與沼澤的神。

即使在一神教裡，神亦是愛的象徵，此外，亦經常有如天使或相似的東西象徵愛：
- 漢尼爾（Haniel）——維納斯所派的天使，亦是厄洛斯所派的天使。
- 拉斐爾（Raphael）——在猶太教-基督教神學裡是純愛的天使。
- 彌爾（Mihr）——波斯神話裡的愛的天使。
- 月下老人（Yue Lao）——道教的裡的神祇，為掌管男女婚姻之神。

## 扩展阅读
- Robert J Sternberg and Karen Sternberg, editors. The New Psychology of Love. Yale University Press, 2008.
- Denis de Rougemont, Love in the Western World. Pantheon Books, 1956.
- Eric Fromm, The Art of Loving (1956)
- Francesco Alberoni, Falling in Love (New York, Random House, 1983)
- Roland Barthes, A Lover's Discourse (1990)
- 戀愛腦自救指南 （页面存档备份，存于）